# Vela nos Jogos Olímpicos de Verão de 1992 - Star
As provas da classe Star da vela nos Jogos Olímpicos de Verão de 1992 ocorreram entre 27 de julho e 4 de agosto daquele ano no mar Mediterrâneo, na costa de Barcelona, na Espanha. O programa compunha sete regatas. Para esta classe, houve 52 velejadores de 26 nações inscritas.

## Medalhistas
A dupla estadunidense Mark Reynolds e Harold Haenel finalizou a competição em primeiro lugar, tendo vencido duas das sete regatas, e conquistou a medalha de ouro. A prata firmou-se com os neozelandeses Rod Davis e Don Cowie. Por fim, a medalha de bronze ficou com Ross MacDonald e Eric Jespersen, do Canadá.
|  | USA Estados Unidos          |  | NZL Nova Zelândia   |  | CAN Canadá                    |
|  | Mark Reynolds Harold Haenel |  | Rod Davis Don Cowie |  | Ross MacDonald Eric Jespersen |

## Resultados
Estes foram os resultados da competição:
| Pos.              | Tripulação                                    | Regata I | Regata I | Regata II | Regata II | Regata III | Regata III | Regata IV | Regata IV | Regata V | Regata V | Regata VI | Regata VI | Regata VII | Regata VII | Total | Total -1 |
| Pos.              | Tripulação                                    | Pts.     | Pos.     | Pts.      | Pos.      | Pts.       | Pos.       | Pts.      | Pos.      | Pts.     | Pos.     | Pts.      | Pos.      | Pts.       | Pos.       | Total | Total -1 |
| ----------------- | --------------------------------------------- | -------- | -------- | --------- | --------- | ---------- | ---------- | --------- | --------- | -------- | -------- | --------- | --------- | ---------- | ---------- | ----- | -------- |
| Medalha de ouro   | USA Mark Reynolds e Harold Haenel             | 2        | 3.0      | 1         | 0.0       | 3          | 5.7        | 1         | 0.0       | 3        | 5.7      | 11        | 17.0      | DNC        | 33.0       | 64.4  | 31.4     |
| Medalha de prata  | NZL Rod Davis e Don Cowie                     | 4        | 8.0      | 3         | 5.7       | 5          | 10.0       | 12        | 18.0      | 6        | 11.7     | 7         | 13.0      | 5          | 10.0       | 76.4  | 58.4     |
| Medalha de bronze | CAN Ross MacDonald e Eric Jespersen           | 3        | 5.7      | 12        | 18.0      | PMS        | 33.0       | 2         | 3.0       | 19       | 25.0     | 4         | 8.0       | 2          | 3.0        | 95.7  | 62.7     |
| 4                 | NED Mark Neeleman e Jos Schrier               | 14       | 20.0     | 7         | 13.0      | 7          | 13.0       | 5         | 10.0      | 23       | 29.0     | 1         | 0.0       | 4          | 8.0        | 93.0  | 64.0     |
| 5                 | SWE Hans Wallén e Bobby Lohse                 | 19       | 25.0     | 4         | 8.0       | 1          | 0.0        | 8         | 14.0      | 2        | 3.0      | 9         | 15.0      | 20         | 26.0       | 91.0  | 65.0     |
| 6                 | GER Hans Vogt e Joerg Fricke                  | 7        | 13.0     | 17        | 23.0      | 2          | 3.0        | 3         | 5.7       | 16       | 22.0     | 2         | 3.0       | 17         | 23.0       | 92.7  | 69.7     |
| 7                 | AUS Colin Beashel e David Giles               | 12       | 18.0     | 10        | 16.0      | 6          | 11.7       | 9         | 15.0      | 5        | 10.0     | 3         | 5.7       | 7          | 13.0       | 89.4  | 71.4     |
| 8                 | GRE Iakovos Kiseoglou e Dimitrios Boukis      | 18       | 24.0     | 8         | 14.0      | 11         | 17.0       | 21        | 27.0      | 7        | 13.0     | 10        | 16.0      | 1          | 0.0        | 111.0 | 84.0     |
| 9                 | DEN Benny F. Andersen e Mogens Just Mikkelsen | 21       | 27.0     | 6         | 11.7      | 19         | 25.0       | 4         | 8.0       | 1        | 0.0      | 19        | 25.0      | 10         | 16.0       | 112.7 | 85.7     |
| 10                | ESP Fernando Rita e Jaime Piris               | 5        | 10.0     | 13        | 19.0      | 14         | 20.0       | 7         | 13.0      | 14       | 20.0     | 15        | 21.0      | 3          | 5.7        | 108.7 | 87.7     |
| 11                | BRA Torben Grael e Marcelo Ferreira           | 8        | 14.0     | 2         | 3.0       | 17         | 23.0       | 6         | 11.7      | PMS      | 33.0     | DNC       | 33.0      | 8          | 14.0       | 131.7 | 98.7     |
| 12                | POR Fernando Bello e Francisco de Mello       | 1        | 0.0      | 9         | 15.0      | PMS        | 33.0       | 19        | 25.0      | 8        | 14.0     | 21        | 27.0      | 14         | 20.0       | 134.0 | 101.0    |
| 13                | EUN Guram Biganishvili e Vladimer Gruzdevi    | 24       | 30.0     | 19        | 25.0      | DNC        | 33.0       | 15        | 21.0      | 4        | 8.0      | 5         | 10.0      | 6          | 11.7       | 138.7 | 105.7    |
| 14                | GBR David John Howlett e Phil Lawrence        | 6        | 11.7     | 5         | 10.0      | 4          | 8.0        | 18        | 24.0      | 20       | 26.0     | 20        | 26.0      | DSQ        | 33.0       | 138.7 | 105.7    |
| 15                | IRL Mark Mansfield e Tom McWilliam            | 11       | 17.0     | 11        | 17.0      | 15         | 21.0       | 16        | 22.0      | 12       | 18.0     | 6         | 11.7      | 15         | 21.0       | 127.7 | 105.7    |
| 16                | ITA Roberto Benamati e Mario Salani           | 16       | 22.0     | 16        | 22.0      | 8          | 14.0       | 10        | 16.0      | 22       | 28.0     | 8         | 14.0      | 12         | 18.0       | 134.0 | 106.0    |
| 17                | BAH Steven Kelly e Billy Holowesko            | 17       | 23.0     | 14        | 20.0      | 10         | 16.0       | 22        | 28.0      | 9        | 15.0     | 12        | 18.0      | 18         | 24.0       | 144.0 | 116.0    |
| 18                | FRA Patrick Haegeli e Yannick Adde            | 9        | 15.0     | 15        | 21.0      | 13         | 19.0       | 14        | 20.0      | 13       | 19.0     | 22        | 28.0      | 16         | 22.0       | 144.0 | 116.0    |
| 19                | BER Peter Bromby e Paul Fisher                | 10       | 16.0     | 20        | 26.0      | 16         | 22.0       | 13        | 19.0      | 15       | 21.0     | 18        | 24.0      | 11         | 17.0       | 145.0 | 119.0    |
| 20                | AUT Hubert Raudaschl e Friedrich Gruber       | 15       | 21.0     | 18        | 24.0      | 18         | 24.0       | 11        | 17.0      | 11       | 17.0     | 14        | 20.0      | 22         | 28.0       | 151.0 | 123.0    |
| 21                | SUI Andreas Bienz e Beat Stegmeier            | 20       | 26.0     | PMS       | 33.0      | 9          | 15.0       | 20        | 26.0      | 10       | 16.0     | 17        | 23.0      | 13         | 19.0       | 158.0 | 125.0    |
| 22                | HUN Tibor Tenke e Ferenc Nagy                 | 13       | 19.0     | 22        | 28.0      | 12         | 18.0       | 17        | 23.0      | 18       | 24.0     | 16        | 22.0      | PMS        | 33.0       | 167.0 | 134.0    |
| 23                | ARG Alberto Zanetti e Carlos Gabutti          | PMS      | 33.0     | 21        | 27.0      | 20         | 26.0       | 23        | 29.0      | 21       | 27.0     | 13        | 19.0      | 9          | 15.0       | 176.0 | 143.0    |
| 24                | ANT Carlo Falcone e Paola Vittoria            | 25       | 31.0     | 25        | 31.0      | 21         | 27.0       | 26        | 32.0      | 17       | 23.0     | 25        | 31.0      | 21         | 27.0       | 202.0 | 170.0    |
| 25                | ISV John Foster, Sr. e John Foster, Jr.       | 23       | 29.0     | 23        | 29.0      | 22         | 28.0       | 24        | 30.0      | 24       | 30.0     | 23        | 29.0      | 19         | 25.0       | 200.0 | 170.0    |
| 26                | CAY John Patrick Bodden e Byron Marsh         | 22       | 28.0     | 24        | 30.0      | 23         | 29.0       | 25        | 31.0      | 25       | 31.0     | 24        | 30.0      | 23         | 29.0       | 208.0 | 177.0    |

### Classificação diária

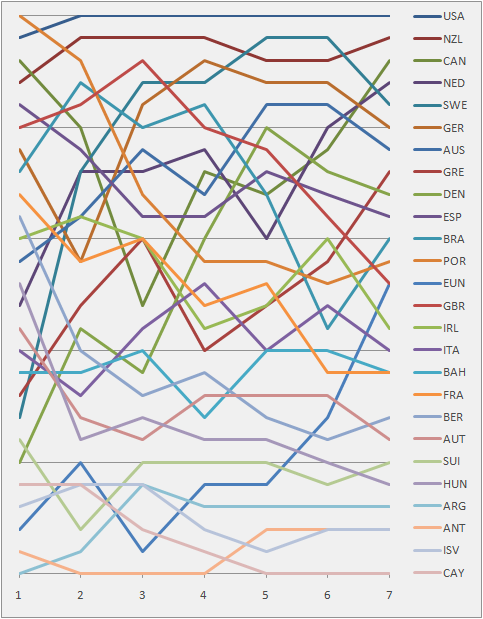
Gráfico mostrando a classificação diária na classe.